# 玛珍塔·迪瓦恩
玛珍塔·迪瓦恩（英語：Magenta Devine，1957年11月4日—2019年3月6日），英国女性电视主持人、记者和音乐推广人。玛珍塔·迪瓦恩因在1990年代为BBC电视二台主持了青年电视节目《简明指南（Rough Guides）》和《报道（Reportage）》而家喻户晓。随后她又为独立电视台主持了节目《年轻有天赋却一文不名》。

## 职业生涯
玛珍塔·迪瓦恩最初是为托尼·布兰斯比工作，后者是皇后乐队、瘦李奇乐队和白蛇乐队的公关。在与男友托尼·詹姆斯一起生活的同时，她也成为詹姆斯新乐队跟随卫星的音乐推广人。迪瓦恩从1986年开始了她的电视生涯，她在BBC威尔士主持一档名为《果汁（Juice）》的流行音乐节目。在迪瓦恩与詹姆斯分手之后，制片人雅内·史崔特-波特预定了迪瓦恩去主持四频道的青年节目《第七网络》。然而迪瓦恩却去了BBC电视二台，去主持一档名为《DEF II》的电视节目。简单明了的指南是其节目特色，后来发展成为独立节目《简明指南（Rough Guide）》。

## 晚年生活
1990年代，玛珍塔·迪瓦恩曾经寻求过医疗手段来解决自己的海洛因上瘾问题和抑郁症。2003年，她被伦敦的高等法院宣布破产。
2019年3月6日，玛珍塔·迪瓦恩因疾病进入伦敦中心医院治疗短暂时间后去世，享年61岁。